# Хімічний завод в Акспе
Хімічний завод в Акспе — колишній виробничий майданчик хімічного спрямування на півночі Іспанії.
У 1932 році компанія Sociedad Bilbaína de Minerales y Metales запустила в Більбао у районі Баракальдо завод хімічних продуктів, які отримували шляхом перегонки вугілля. В 1939-му ті саме засновники вирішили розширити бізнес та разом з Banco Vizcaya створили La Union Quimica del Norte de España (UNQUINESA), що узялась за спорудження в Більбао ще одного хімічного заводу, який тепер розмістили в районі Акспе (Ерандіо). Він так само мав вуглехімічну основу та призначався для переробки коксохімічних продуктів (можливо відзначити, що Більбао був потужним центром чорної металургії, коксохімічні майданчики якої продукували великі обсяги кам'яновугільної смоли та коксового газу).
У 1944-му завод UNQUINESA випустив першу продукцію. Майданчик у Акспе виробляв фенол, метанол та формальдегід (який отримують з метанолу), з яких далі продукували пластмаси — фенолформальдегідні смоли. В 1952-му узялись за розвиток напряму карбамідформальдегідних смол.
Ще на заводі в Баракальдо організували виробництво літопону — суміші сульфату барію з сульфідом цинку, яку використовують як білий пігмент. Не пізніше початку 1960-х UNQUINESA узялась за продукування іншого білого пігменту — діоксиду титану. Нове виробництво отримало власний цех сульфатної кислоти, що продукував її шляхом спалювання піритів (можливо відзначити, що з кінця 19 століття розташована на півдні Іспанії провінція Уельва була відома як виробник піритів світового значення). У першій половині 1960-х років піритний огарок став споживати зведений неподалік завод компанії Metalchemical del Nervión.
У 1960-му половину капіталу UNQUINESA придбав хімічний гігант Dow Chemical, після чого іспанська компанія отримала назву Dow-Unquinesa. У подальшому Dow Chemical став одноосібним акціонером і в 1968-му поглинув Dow-Unquinesa.
Тим часом відбувався еволюційний процес, за підсумками якого вуглехімія поступилась нафтохімії. Так, з 1964-го Dow-Unquinesa перейшла до імпорту фенолу та метанолу, які були необхідні для продукування синтетичних смол. А невдовзі головним майданчиком концерну Dow в Іспанії став нафтохімічний завод у Таррагоні, що почав роботу в 1967-му з виробництва поліетилену. Майданчик в Акспе в якийсь момент також залучили до продукування полімерів, коли організували тут виробництво полістирену.
З плином часу закривались різні виробництва, так, станом на другу половину 1980-х Dow вже не рахувалась серед покупців піритів.
Станом на другу половину 2000-х майданчик займався продукуванням полістирену. В 2009 році він був закритий у межах оптимізації активів Dow Chemical.